# Hartley (Sevenoaks)
Hartley – wieś w Anglii, w hrabstwie Kent, w dystrykcie Sevenoaks. Leży 21 km na północny zachód od miasta Maidstone i 33 km na południowy wschód od centrum Londynu.